# Zwiozdoczka
Zwiozdoczka – osiedle typu miejskiego w Rosji, w Jakucji. W 2010 roku liczyło 408 mieszkańców.
W języku polskim nazwa osiedla oznacza „gwiazdeczka”.